# 테리 보가드
테리 보가드(Terry Bogard)는 SNK가 제작한 게임인 아랑전설의 등장인물이다.
SNK의 최초의 격투게임인 아랑전설에 주인공 캐릭터로 출현했다. 아랑전설 시리즈, 더 킹 오브 파이터즈 시리즈 등 SNK의 격투게임에서 수차례 등장하였다.
2020년대 중반이 콜라보레이션의 시대가 됨에 따라 급기야는 스트리트 파이터 6에도 등장했다.

## 캐릭터 설정
원래 태어나자마자 길거리에 버려졌으나, 의동생 앤디 보가드와 함께 사우스타운 강자 제프 보가드에게 입양되어 그의 장남이 되었다. 하지만 사우스타운의 지배자인 기스 하워드가 제프를 살해하자, 테리는 앤디와 함께 기스를 처단할 것을 결의하며, 결국 최후의 순간에 필살기 '파워 게이저'로 기스를 쓰러뜨렸다. 마지막 순간에 기스 타워에서 추락하려는 기스를 잡아주는 관용을 보인다. 하지만 기스 하워드는 패배자가 있을 곳은 없다며 죽음을 택하고, 이후 테리는 아버지를 잃은 기스의 아들 록 하워드를 키웠다. 사우스타운의 지배자를 이길 정도의 뛰어난 격투가지만, 실상 가진 돈은 거의 없어 알바와 스트리트 파이터로 돈을 벌고 집도 없이 떠돌아다닌다. 이 때문에 테리의 외상은 대부분 수입이 있는 앤디에게 떠맡겨졌기 때문에 앤디는 무슨일이있더라도 테리를 반드시 취직시키는것을 목적으로 한다.

### 더 킹 오브 파이터즈의 등장하는 테리 보가드
더 킹 오브 파이터즈에 출전한 테리 보가드는 94 시리즈 이후로 계속 등장한다. 거의 외전격 작품들(예를 들어 2002 UM,98 UM 등)에도 빠짐없이 등장하는, 쿠사나기 쿄에 이은 대표적 개근 캐릭터. 대부분의 시리즈에서 앤디 보가드, 죠 히가시와 팀을 이뤄 출전한다. 99, 2000, 2001 등 스트라이커 시스템이 도입되는 시리즈의 경우, 99에서 시라누이 마이가 합류하여 출전하다가 2000 및 2001에서 블루 마리로 교체 합류하여 출전한다.

### 스트리트 파이터 시리즈의 등장하는 테리 보가드
스트리트 파이터 시리즈에 등장하는 테리 보가드는 여러모로 캡콤식으로 재해석 되었다. 캐릭터 조작법이 6버튼으로 바뀌면서 일부 기술들이 그에 맞게 변했는데 파워 웨이브는 중펀치와 약펀치로만 발동되며, 강펀치로 사용할 경우 장풍이 앞에서 끊어지는 라운드 웨이브로 발동된다. 또한 콤보가 매우 잘 되도록 상당수의 기술에서 추가타가 가능하도록 만들어졌다.

## 기술

### 기술
- 파워 웨이브 - 최초 등장작인 아랑전설 1부터 탑재. 맨주먹으로 땅을 쳐서 날리는 지면장풍. 아랑전설 1에서는 거대한 불기둥이지만 화면의 절반 정도까지만 날아가는 장풍이었으나 아랑전설 2부터 크기가 작아진 대신 끝까지 날아가도록 바뀌었다. KOF 94에서는 열풍권과 색깔만 다르고 외형은 동일하게 바뀌었다.
- 번 너클 - 주먹을 앞으로 뻗어 살짝 뛰어서 돌진한다. 훗날 유리 사카자키가 이 기술을 모방했다.
- 라이징 태클 - 테리의 대공기술로, KOF에서 96~98 때 커맨드가 잠시 →↓↘ + A or C였는데, 99 이후로 ↓ 모으고 ↑ + A or C로 돌아갔다.
- 라운드 웨이브 - 리얼 바우트에서 처음 등장. KOF96 당시 야가미 이오리, 아사미야 아테나, 시이 켄수, 시라누이 마이, 볼프강 크라우저 이외의 모든 캐릭터들의 장풍이 없어지거나 짧아졌는데 이 때 짧아진 파워 웨이브를 그대로 본따 만든 장풍이다. 파워 웨이브와 시전 자세가 같다. 단 파워 웨이브처럼 게임 화면 끝까지 나가지는 않고, 리얼 바웃 시리즈에서 한번에 모든 라인으로 공격 판정이 있다. KOF에서는 99부터 등장하였는데, 장풍이 땅바닥에 제자리에서 머문다. 스트리트 파이터 6에서는 사정거리가 매우 짧은 대신 추가타를 쓸 수 있도록 바뀌었으며 스트리트 파이터 시리즈가 6버튼 체계가 되면서 약펀치와 중펀치는 파워 웨이브가 나가지만 강펀치는 라운드 웨이브가 나가도록 바뀌었다.
- 크랙 슛 - 살짝, 또는 크게 뛰어서 한쪽 발로 크게 원을 그리며 차는 기술.
- 파워 차지 - KOF 97때부터 등장. 97에서는 테리의 무한 콤보(연속기)에 사용되었던 기술로 악명을 떨쳤다.
- 파워 덩크 - 아랑전설 3에서 등장, 취미인 농구의 덩크슛을 기술에 접목시킨 듯, 아랑전설 3에서는 라이징 태클 대신 대공기로 사용하였다.
- 파이어 킥 - 리얼 바우트 2에서 처음 등장. KOF에서는 98때 RB2판 테리(스타트 버튼을 누르고 선택)에 탑재되었다. 첫타에 하단 판정이 있다.

### 필살기
- 파워 가이저 - 아랑전설 2부터 전 캐릭터에 초필살기가 도입되던 때에 생겨났으며, 파워 웨이브처럼 맨주먹으로 땅을 쳐서 자신 앞에 마그마 모양의 기운을 하늘을 향해 발산시키는 기술이다. 파워 게이저를 3번 시전하는 기술인 '트리플 게이저'는 아랑전설 시리즈에서는 아랑전설 3 이후, KOF 시리즈에서는 96 이후에 등장하였다.
- 하이앵글 게이저 - KOF 기준으로 97때부터 등장. KOF 2003부터 삭제.
- 버스터 울프 - MOTW에서 처음 등장, KOF에서는 2003부터 탑재되었다. 시전 대사는 "(처음 돌진 시)Are you okay? (첫타 히트 후)Buster Wolf!"

## 출연작
- 1991년 아랑전설 - 숙명의 싸움 (Fatal Fury - King Of Fighters)
- 1992년 아랑전설 2 (Fatal Fury 2)
- 1993년 아랑전설 스페셜 (Fatal Fury Special)
- 1994년 더 킹 오브 파이터즈 94 (The King Of Fighters 94)
- 1995년 아랑전설 3 (Fatal Fury 3 - Road To The Final Victory)
- 1995년 더 킹 오브 파이터즈 95 (The King Of Fighters 95)
- 1995년 리얼 바우트 아랑전설 (Real Bout Fatal Fury)
- 1996년 더 킹 오브 파이터즈 96 (The King Of Fighters 96)
- 1996년 리얼 바우트 아랑전설 스페셜 (Real Bout Fatal Fury Special)
- 1997년 더 킹 오브 파이터즈 97 (The King Of Fighters 97)
- 1998년 리얼 바우트 아랑전설 스페셜 도미네이티드 마인드 (Real Bout Fatal Fury Special Dominated Mind)
- 1998년 더 킹 오브 파이터즈 98 (The King Of Fighters 98)
- 1998년 리얼 바우트 아랑전설 2 ((Real Bout Fatal Fury 2 - The Newcomers)
- 1998년 아랑전설 와일드 앰비션 (Fatal Fury Wild Wmbition)
- 1999년 더 킹 오브 파이터즈 99 (The King Of Fighters 99)
- 1999년 아랑 마크 오브 더 울브스 (Garou Mark Of The Wolves)
- 2000년 캡콤 vs SNK (Capcom vs SNK)
- 2000년 더 킹 오브 파이터즈 2000 (The King Of Fighters 2000)
- 2001년 캡콤 vs SNK PRO (Capcom vs SNK PRO)
- 2001년 캡콤 vs SNK 2 (Capcom vs SNK 2)
- 2001년 더 킹 오브 파이터즈 2001 (The King Of Fighters 2001)
- 2002년 더 킹 오브 파이터즈 2002 (The King Of Fighters 2002)
- 2003년 SNK vs 캡콤 카오스 (SVC CHAOS SNK VS CAPCOM)
- 2003년 더 킹 오브 파이터즈 2003 (The King Of Fighters 2003)
- 2005년 더 킹 오브 파이터즈 XI (The King Of Fighters XI)
- 2009년 더 킹 오브 파이터즈 XII (The King Of Fighters XII)
- 2010년 더 킹 오브 파이터즈 XIII (The King Of Fighters XIII)
- 2016년 더 킹 오브 파이터즈 XIV (The King Of Fighters XIV)
- 2022년 더 킹 오브 파이터즈 XV (The King Of Fighters XV)
- 2023년 스트리트 파이터 VI (Street Fighter VI)